# 合肥神鹿
合肥华润神鹿药业有限公司，前身為合肥神鹿双鹤药业有限责任公司，簡稱合肥神鹿，屬於華潤集團旗下的，北京醫藥股份有限公司附屬公司。

## 历史
1960年建廠及成立，當時前身為合肥中藥廠，主要業務銷售及生產中成藥產品。現時董事長及首席執行官贾连岳先生。2008年，被華潤集團旗下的，北藥股份收購。但到2011年9月30日，被華潤三九收購。